# Echinodillo
Echinodillo är ett släkte av kräftdjur. Echinodillo ingår i familjen Armadillidae.
Kladogram enligt Catalogue of Life:
| Echinodillo | \| \| Echinodillo cavaticus \| \| \| \| \| \| Echinodillo montanus \| \| \| \| |
|             | \| \| Echinodillo cavaticus \| \| \| \| \| \| Echinodillo montanus \| \| \| \| |
|             | Echinodillo cavaticus                                                          |
|             |                                                                                |
|             | Echinodillo montanus                                                           |
|             |                                                                                |